# Christoph Conrad

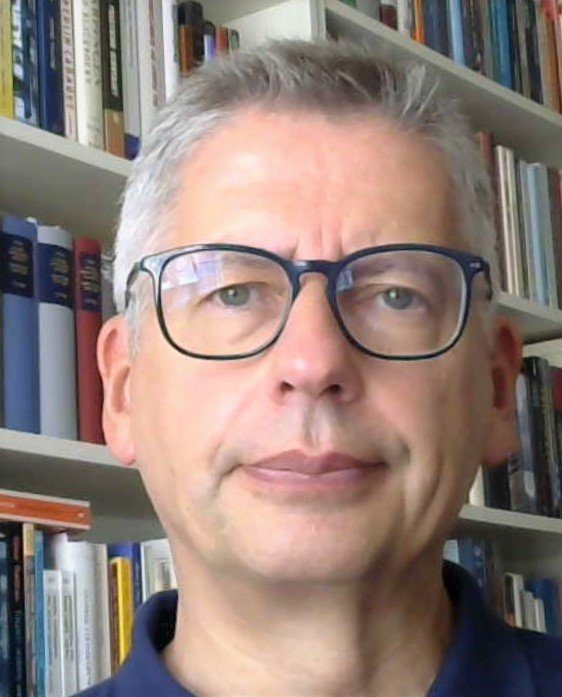
Christoph Conrad

Christoph Conrad (* 31. August 1956 in Bonn) ist ein deutscher Historiker.

## Leben
Conrad studierte Geschichte, Islamwissenschaft und Philosophie in Berlin und Bonn, an der École des hautes études en sciences sociales (EHESS) Paris und der Brandeis University (Waltham, MA, USA). 1992 erfolgte die Promotion an der FU Berlin. 1994/95 war er J. F. Kennedy Memorial Fellow am Center for European Studies der Harvard University und von 1992 bis 1998 Wissenschaftlicher Assistent am Lehrstuhl von Jürgen Kocka an der FU Berlin. 1998–2001 war er als Geschäftsführender Leiter des Zentrums für Vergleichende Geschichte Europas in Berlin tätig.
Von 2002 bis zu seinem Ruhestand 2022 lehrte er als Professor für Neueste Geschichte an der Universität Genf. Zwischen 1997 und 2011 nahm er mehrere Gastdozenturen an der EHESS Paris, der École normale supérieure, Paris (rue d’Ulm) und der Ecole pratique des hautes études (Paris) wahr. 2001/02 war er Fellow am Netherlands Institute for Advanced Study (NIAS) in Wassenaar, 2007 Körber Visiting Fellow am Institut für die Wissenschaften vom Menschen (IWM), Wien. Weitere Einladungen führten ihn 2008/09 als Senior Fellow an das Freiburg Institute for Advanced Studies (FRIAS), 2014/15 als Fellow an das Internationale Geisteswissenschaftliche Kolleg „re:work“, HU Berlin, sowie 2017 als Visiting scholar an das Weatherhead Center for International Affairs (Global History Initiative), Harvard University. Anfang 2020 ernannte das Centre d’histoire von SciencesPo Paris ihn für einen Monat zum professeur invité; 2021 und 2022 lehrte er als Gastdozent im gemeinsamen Masterprogramm von SciencesPo.
Er ist Mitglied im Herausgebergremium von Geschichte und Gesellschaft sowie des Comité éditorial der Pariser Zeitschrift Le Mouvement Social. Seit 2018 gehört er dem wissenschaftlichen Beirat des Deutschen Historischen Instituts Paris an.
Conrads Forschungsinteressen betreffen die Geschichte und Theorie von Historiographie, die vergleichende Geschichte des Wohlfahrtsstaates sowie die Geschichte von Markt- und Meinungsforschung. In den letzten Jahren beschäftigt er sich besonders mit Bevölkerungsgeschichte im 20./21. Jahrhundert und dem Thema Global Aging.

## Publikationen (Auswahl)

### Monografien
- Erfolgsbeteiligung und Vermögensbildung der Arbeitnehmer bei Siemens (1847–1945) (= Zeitschrift für Unternehmensgeschichte, Beiheft 36), Steiner, Stuttgart 1986, ISBN 3-515-04469-8.
- Vom Greis zum Rentner. Der Strukturwandel des Alters in Deutschland zwischen 1830 und 1930 (= Kritische Studien zur Geschichtswissenschaft, Band 104), Vandenhoeck und Ruprecht, Göttingen 1994, ISBN 3-525-35767-2.

### Herausgeberschaften
- mit Hans-Joachim von Kondratowitz: Gerontologie und Sozialgeschichte. Wege zu einer historischen Betrachtung des Alters. Berlin 1983; 2., überarbeitete Auflage 1985.
- Alter in historischer Sicht / Old Age in Historical Perspective. (Themenheft) (= Zeitschrift für Gerontologie. Band 17, 1984, Nr. 1).
- mit Paul Johnson und David Thomson: Workers Versus Pensioners. Intergenerational Justice in an Ageing World. Manchester/New York 1989; 2. Auflage 1990.
- mit Hans-Joachim von Kondratowitz: Zur Kulturgeschichte des Alterns / Toward a Cultural History of Aging. Berlin 1993.
- mit Martina Kessel: Geschichte schreiben in der Postmoderne. Beiträge zur aktuellen Diskussion. Stuttgart 1994.
- mit Martina Kessel: Kultur & Geschichte. Neue Einblicke in eine alte Beziehung. Stuttgart 1998.
- mit Manfred Hildermeier und Jürgen Kocka: Europäische Zivilgesellschaft in Ost und West. Begriff, Geschichte, Chancen. Frankfurt a. M./New York 2000.
- mit Gunilla Budde u. a.: Jürgen Kocka: Interventionen. Der Historiker in der öffentlichen Verantwortung. Göttingen 2001.
- mit Jürgen Kocka: Staatsbürgerschaft in Europa. Historische Erfahrungen und aktuelle Debatten. Hamburg 2001.
- mit Sebastian Conrad: Die Nation schreiben. Geschichtswissenschaft im internationalen Vergleich. Göttingen 2002.
- Mental Maps. (Themenheft) (= Geschichte und Gesellschaft. Band 28, 2002, Heft 3).
- Sozialpolitik transnational (Themenheft) (= Geschichte und Gesellschaft. Band 32, 2006, Heft 4).
- mit Laura von Mandach: Auf der Kippe. Integration und Ausschluss in Sozialhilfe und Sozialpolitik / Sur la corde raide. Intégration et exclusion dans l’assistance sociale et la politique sociale, Seismo, Zürich 2008, ISBN 978-3-03777-060-3.
- mit Stefan Berger und Guy P. Marchal: Writing the Nation (Serie von 8 Bänden), Palgrave Macmillan, Basingstoke 2008–2015.
- mit Joachim Eibach u. a.: Wohnen und die Ökonomie des Raums / L’habitat et l’économie de l’espace (= Schweizerisches Jahrbuch für Wirtschafts- und Sozialgeschichte / Annuaire suisse d’histoire économique et sociale, Band 28), Chronos, Zürich 2014, ISBN 978-3-0340-1202-7.
- mit Sven Reichardt: Surveillance Studies (Themenheft) (= Geschichte und Gesellschaft. Band 42, 2016, Heft 1).
- mit Anne Schmidt: Bodies and Affects in Market Societies, Mohr Siebeck, Tübingen 2016, ISBN 978-3-16-153592-5.